# Fernand Bosmans
Fernand Adrian Jean Bosmans (ur. 29 czerwca 1883 w Antwerpii, zm. 30 lipca 1960 tamże) – belgijski szermierz, brązowy medalista olimpijski.
Brał udział w igrzyskach olimpijskich w Londynie w 1908 roku, gdzie wspólnie z Paulem Anspachem, Fernandem de Montignym, François Romem, Victorem Willemsem, Désirém Beaurainem i Ferdinandem Feyerickiem zdobył brązowy medal w szpadzie drużynowej. W turnieju indywidualnym dotarł do półfinałów. Były to jego jedyne starty olimpijskie.
Nie zdobył medalu mistrzostw świata.